# تنجه بهشتی

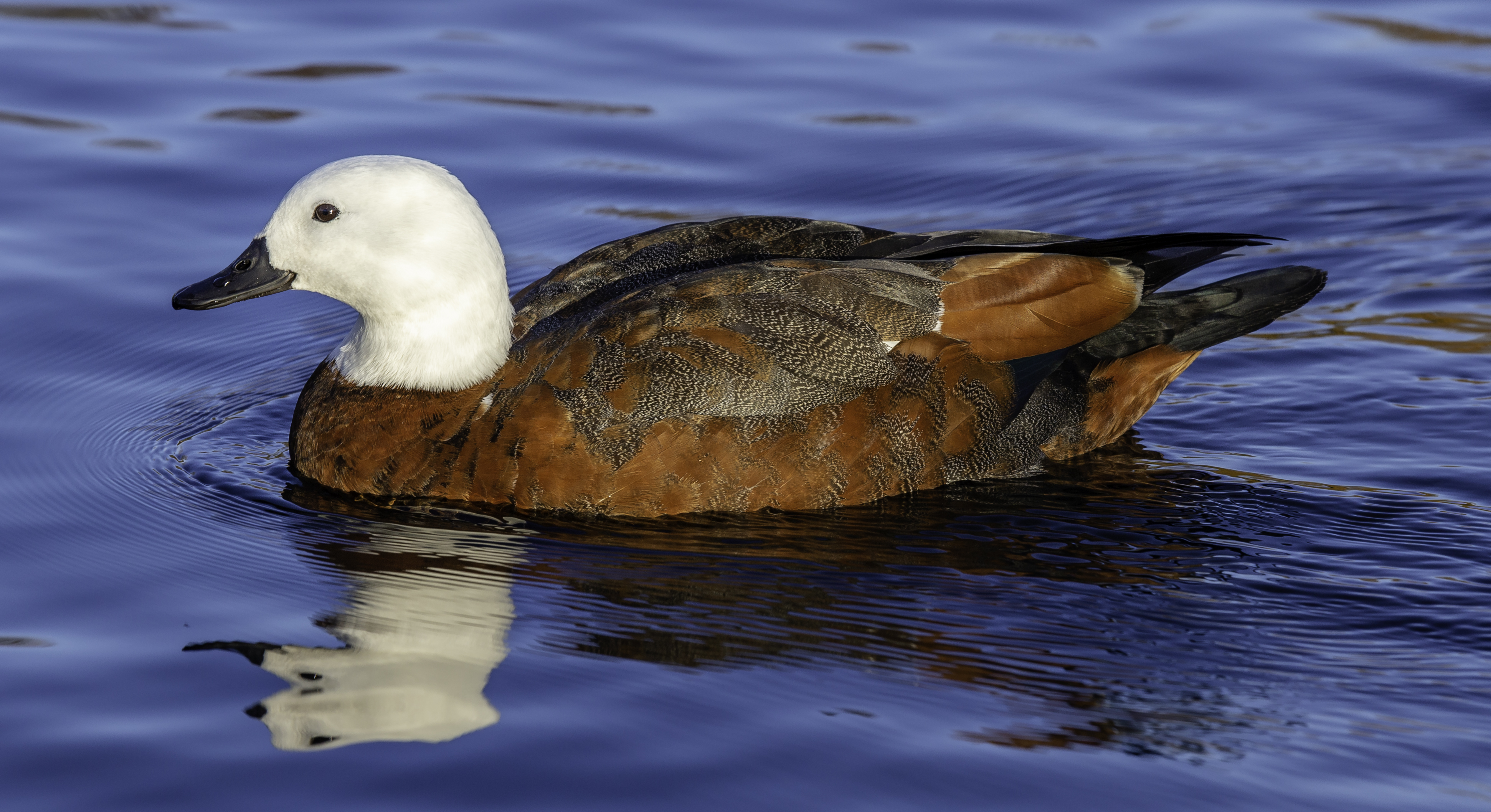
نگاره‌ای از یک تنجه بهشتی ماده در کرایست‌چرچ، نیوزیلند.

تنجه بهشتی (نام علمی: Tadorna variegata) نام یک گونه از سرده عروس‌مرغابی‌ها است.

## نگارخانه

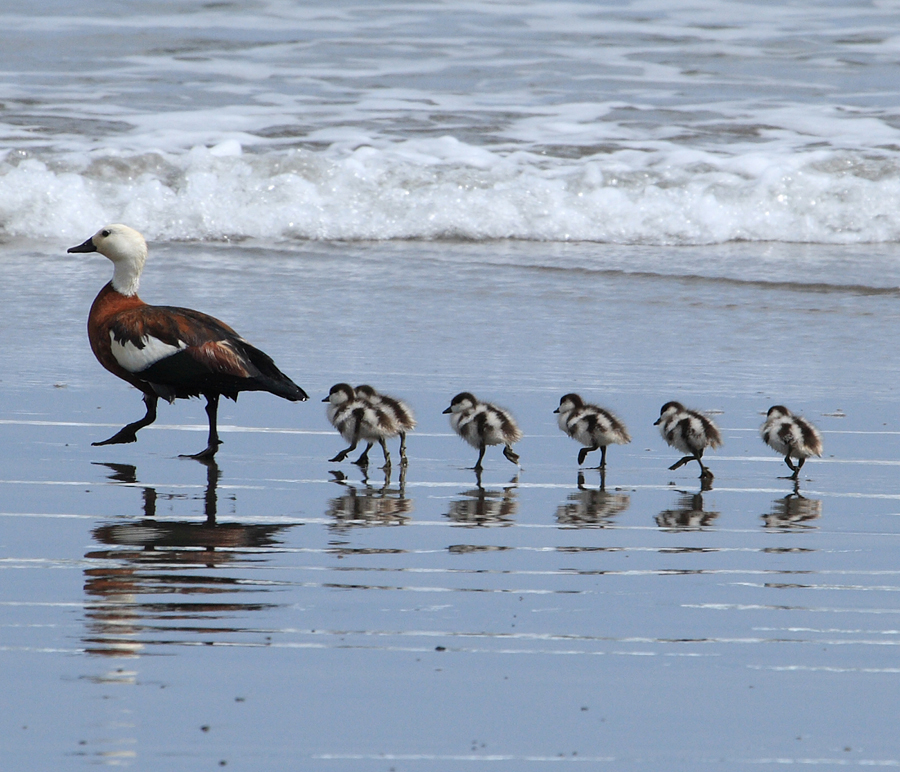
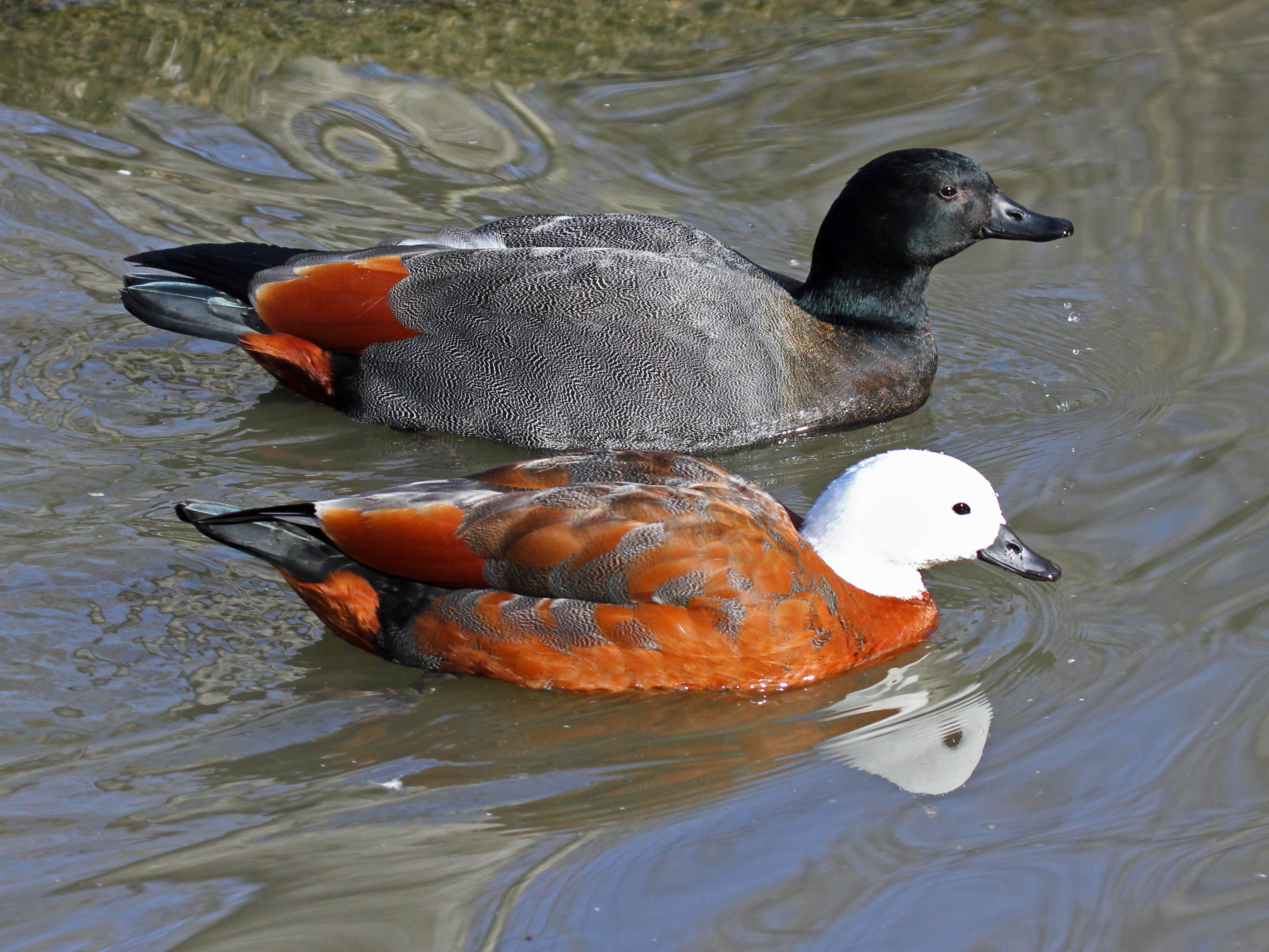
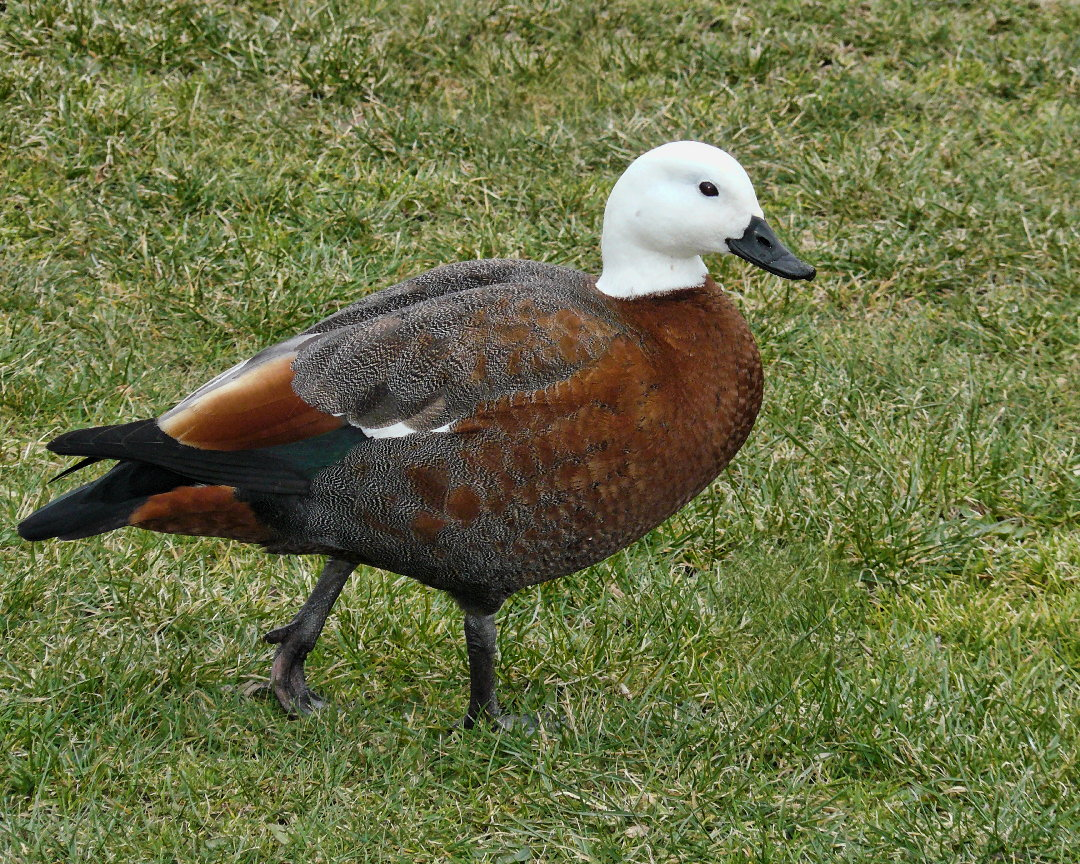
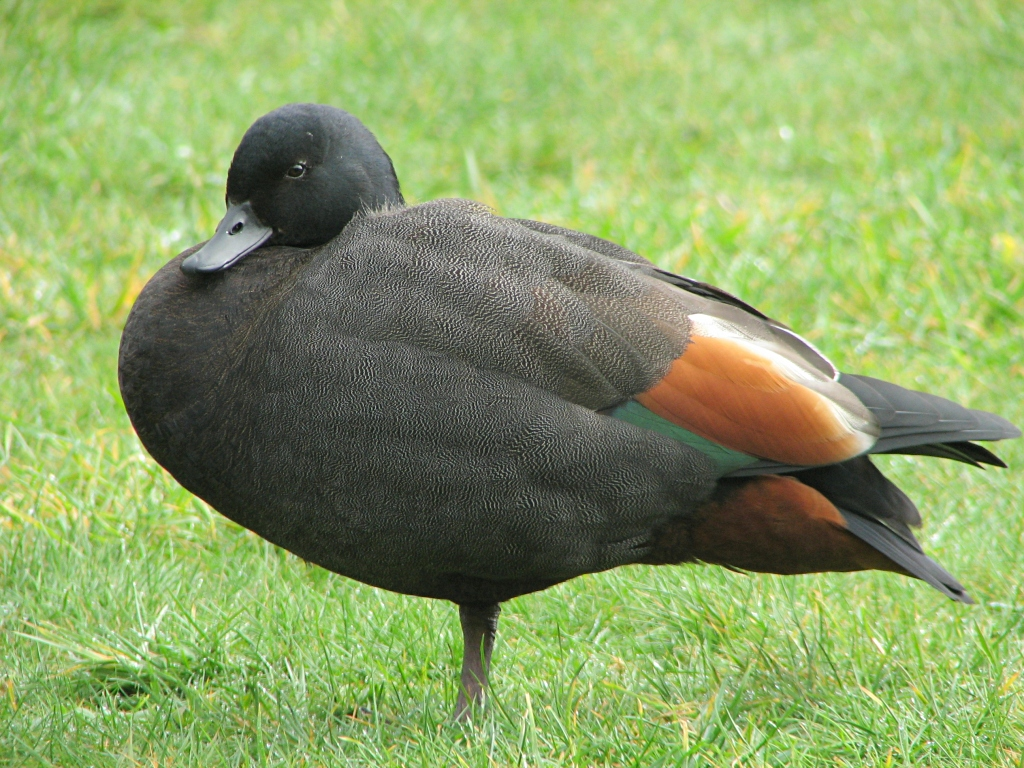